# Тур Йоркшира
Тур Йоркшира (фр. Tour de Yorkshire) — шоссейная многодневная велогонка по дорогам британского графства Йоркшир. Проводится с 2015 года в рамках Европейского тура UCI. Организатором выступает Amaury Sport Organisation (ASO) при поддержки компании Welcome to Yorkshire.

## История
Идея организации гонки возникла после успешного визита Тур де Франс в 2014 году, проводимой A.S.O. Первые два этапа прошли в графстве Йоркшир по маршруту Лидс — Харрогейт и Йорк — Шеффилд, и получили прозвище Le Tour de Yorkshire.
Первая гонка была проведена в мае 2015 года в рамках Европейского тура UCI под категорией 2.1 и состояла из трёх этапов. На следующий год попытка увеличить маршрут гонки до четырёх этапов была отклонена Федерацией велоспорта Великобритании. В сентябре 2017 года было объявлено, что маршрут следующей гонки будет увеличен до четырёх этапов.
В конце 2018 года UCI объявил, что статус гонки повышен до 2.HC. Сэр Гэри Верити, организатор гонки и председатель Welcome to Yorkshire, сказал:

Для нас большая честь получить повышение до HC, которое на один уровень ниже Мирового тура. В мире не так много гонок, которые за столь короткий срок прошли путь от своего основания до получению статуса HC. Это почти беспрецедентно, поэтому мы очень, очень рады этому.
Оригинальный текст (англ.)That's a great honour for us to get the upgrade to HC, that's one below world tour status. To have hors categorie for our race, there are not many races in the world that in such a short space of time have gone from not existing to getting HC status. That's almost unprecedented so we're really, really pleased about that.

Гонка проводится компанией Amaury Sport Organisation и оканчивается перед празднованием "Дня Мая", который отмечается в Британии в первый понедельник мая. Одновременно проходит женская версия гонки.

## Влияние
Тур Йоркшира имел значительную выгоду для Йоркшира с финансовой точки зрения и демонстрации себя миру. Гонка принесла для экономики Йоркшира 50 миллионов фунтов стерлингов в 2015 году, 60 в 2016 году, 64 в 2017 году и 98 в 2018 году. Было подсчитано, что трансляцию в 2017 году посмотрели 9,7 миллиона человек по всему миру, а более 2 миллионов зрителей присутствовали непосредственно на дистанции.
Тур 2018 года собрал около 2,6 миллионов человек, что, по оценкам The Times, стало крупнейшим событием для зрителей в Соединенном Королевстве. Зрители, присутствовавшие на дистанции, потратили на гостеприимство на 54% больше, чем в предыдущий 2017 год. Сообщается, что компания Welcome to Yorkshire ведёт переговоры с организаторами Вуэльты Испании в надежде на то, чтобы в будущем часть их гонки пройдёт в Йоркшире. За свою 80-летнюю историю Вуэльта Испании проходила за пределами Испании только три раза.

## Призёры
| Год  | Победитель          | Второй           | Третий        |          |
| ---- | ------------------- | ---------------- | ------------- | -------- |
| 2015 | Ларс Петер Нордхауг | Самуэль Санчес   | Томас Фёклер  |          |
| 2016 | Томас Фёклер        | Николас Роуч     | Антони Тюржис |          |
| 2017 | Серж Пауэлс         | Омар Фрайле      | Джонатан Ивер |          |
| 2018 | Грег Ван Авермат    | Эдуард Прадес    | Серж Пауэлс   |          |
| 2019 | Кристофер Лоулесс   | Грег Ван Авермат | Эдвард Данбар |          |
| 2020 | отменено            | отменено         | отменено      | отменено |
| 2021 | отменено            | отменено         | отменено      | отменено |